# Vierge et l'Enfant à la colombe
La Vierge et l'Enfant à la colombe (en italien : Madonna col Bambino) est un tableau religieux de Piero di Cosimo. 
Peinte entre les années 1490 et le début du Cinquecento, cette huile sur panneau de bois de peuplier, de format vertical (87 × 58 cm), est conservée au Musée du Louvre.

## Données historiques
Entré dans la collection Farnèse, le tableau est ainsi placé au Palazzo del Giardino à Parme et au Musée Capodimonte de Naples ; puis, en 1802, il se trouve à Rome, dans l'Église Saint-Louis-des-Français. L'œuvre est acquise par le musée du Louvre a une date non précisée, entre 1803 et 1804.

## Description
Piero di Cosimo situe la Vierge Marie et l'Enfant-Jésus dans un espace restreint dont l'arrière-plan est constitué d'une natte tendue, probablement en cuir tressé, avec des bordures ornées de motifs végétaux et dont les pliures horizontales sont bien apparentes.
La Vierge auréolée est représentée assise sur le sol, la tête légèrement inclinée vers la droite, le visage empreint d'une tendresse toutefois teintée de méditation et les yeux baissés en direction d'un livre de prières ouvert, posé sur un rebord de pierre (c'est donc une Madonna leggente). Elle a couvert sa tête et ses épaules d'un fichu en lin fin brodé, ajusté autour du cou et noué dans sa partie inférieure ; accessoire alors en vogue dès la fin du XVe siècle, les artistes italiens de la Renaissance l'ont souvent peint, comme Raphaël dans sa Madonna della seggiola, Sandro Botticelli dans sa Madone du Magnificat ou encore Domenico Ghirlandaio dans la Visitation (la jeune femme à gauche) File:Cappella tornabuoni, 11, visitazione.jpg, une fresque de la Chapelle Tornabuoni dans l'église Santa Maria Novella à Florence.  Elle tient son fils également auréolé, plus insouciant qu'elle et le retient même, car il tente de s'échapper de l'étreinte maternelle ; dans un mouvement vers l'avant, l'Enfant pointe, avec l'index de sa main droite, une colombe avec une auréole, symbole du Saint-Esprit, installée au premier plan sur le rebord de pierre. D'un geste tendre de sa main gauche, il se saisit de l'index levé de sa mère.

## Analyse
L'atmosphère du tableau est intime, calme et silencieuse. L'expression de la Vierge, empreinte et d'une tendresse maternelle et de mélancolie méditative, traduit la double nature du Christ et le mystère de l'Incarnation. 
Piero di Cosimo introduit deux symboles, la colombe et le rebord de pierre, évocation, respectivement, du Saint-Esprit et du Saint-Sépulcre.
Le « drap d'honneur », outil traditionnel de la glorification, est tressé ; il affiche une humilité qui se retrouve dans le châle bleu, traditionnellement noué sous les seins mais, ici, humblement attaché sous le menton à la manière des paysannes toscanes. Le parapet de la présentation est en partie brisé et le visage de la Vierge exprime une secrète fatigue, si lointaine de son visage parfait habituel.
Le rebord est d'apparat, mais usé, entamé ; la colombe porte l'auréole, mais quelques plumes sont noires ; le drap de présentation est drap d'honneur, mais simplement tressé ; le Vierge est reine, mais son visage humble, ainsi que son fichu frileusement noué et son expression mélancolique... Mère paysanne de Dieu, cette Vierge à l'Enfant peut laisser transparaître l'influence des Flamands et de Filippino LIppi, ou de Signorelli et du jeune Léonard de Vinci. L'important réside dans la force et la cohérence de l'image où la couleur atténuée et l'or transparent servent à faire affleurer le mystère d'une humilité humaine, transfigurée par la lumière de l'élection divine. Face aux idéaux grandioses de l'humanisme florentin, Piero di Cosimo pose la question de la digne misère de l'homme concret, premiers doutes sur la civilisation de l'héroïsme et de l'ostentation.